# Stanisław Zuzok
Stanisław Zuzok (ur. 13 marca 1946, zm. 1994) – polski piłkarz, grający na pozycji obrońcy; reprezentant Polski.

## Życiorys
Karierę piłkarską zaczynał w Czarnych Gorzyce i Odrze Wodzisław Śląski (ówczesny GKS Wodzisław Śląski), z którą był bliski awansu do I ligi. Następnie był zawodnikiem GKS Katowice i Zagłębia Sosnowiec. W barwach Zagłębia Sosnowiec dwukrotnie (w latach 1977 i 1978) zdobył Puchar Polski. Jako zawodnik GKS Katowice wystąpił w dwumeczu z FC Barceloną w Pucharze Miast Targowych.
Po zakończeniu kariery został kierowcą autobusu WPK. Miał problemy z alkoholem. Zmarł w 1994 r. w wieku 48 lat.